# مغامرة المنزل ذي الأسقف المحدبة الثلاثة
مغامرة المنزل ذي الأسقفِ المُحدَّبة الثلاثة (بالإنجليزية: The Adventure of the Three Gables)‏ واحدة من 56 قصة قصيرة لشيرلوك هولمز من تأليف السيرآرثر كونان دويل. واحدة من 12 في سلسلة كتاب قضايا شرلوك هولمز. نشرت القصة في 1926.

## الترجمة العربية
مغامرة المنزل ذي الأسقفِ المُحدَّبة الثلاثة، مؤسسة هنداوي، ترجمة دينا عادل غراب ومراجعة زينب عاطف.